# Magyar Köztársaság (1919–1920)
A Magyar Köztársaság  egy rövid életű köztársaság volt, amely 1919 augusztusa és 1920 februárja között állt fent az egykori Első Magyar Köztársaság középső és nyugati részén (a mai Magyarország nagy részét, valamint a mai Ausztria, Szlovákia és Szlovénia egy részét ellenőrzi). Az államot a magyar–román háború után hozták létre az ellenforradalmi erők, akik igyekeztek visszatérni az 1918. október 31-e előtti status quo-hoz.
Ezt az időszakot követően az antanthatalmak erőteljesen nyomást gyakoroltak a magyarokra a háború utáni demarkációs vonalak mögé való visszavonulásra, melyet az 1919-es párizsi békekonferenciára hivatkozva követeltek. Ez volt az antanthatalmak új kísérlete a nemzetállamok létrehozására, azonban időközben a Köztársaság visszaalakult Magyar Királysággá.

## Történelem
A Tanácsköztársaság bukását követően a Peidl-kormány visszaállította a Magyar Népköztársaságot.1919. augusztus 6-án Friedrich István, a Fehérház Bajtársi Egyesület vezetője megbuktatta Peidl Gyula kormányát, és a Román Királyi Hadsereg támogatásával puccs által ragadta magához a hatalmat. Másnap Habsburg József Magyarország kormányzójának nyilvánította ki magát és Friedrichet nevezte ki miniszterelnöknek. A kormányzó nem csinált titkot abból, hogy rokonát, IV. Károlyt, a korábbi uralkodót szeretné visszasegíteni a Magyar Királyság trónjára. Friedrich István kormánya augusztus 8-án Magyar Köztársaságra nevezte át az államot (bár a kormányzói cím önmagában monarchikus államformára utalt).
A kormányzó 1919. augusztus 11-én ultimátumot kapott a román megszálló hatóság részéről, válaszul augusztus 20-án Magyarország egyes részein statáriumot vezetett be, ami ellen 21-én a románok a Szövetséges Katonai Missziónál tiltakoztak. A békekonferencia Legfelsőbb Tanácsa augusztus 21-én értesítette a Misszió vezetőit arról, hogy egyetlen Habsburgot sem látnak szívesen Magyarország élén. A Misszió vezető tábornokai még aznap tájékoztatták József főherceget arról, hogy a statáriumot azonnal meg kell szüntetnie, és a találkozón a személyével szembeni fenntartásaikat is közölték. Utódja november 24-én Huszár Károly lett, aki a miniszterelnöki és ideiglenes elnöki posztot töltötte be a néhány hónappal későbbi monarchia helyreállításáig.
József főherceg 1919. augusztus 23-án kénytelen volt lemondani, és megerősíteni a Szegeden tartózkodó Horthy Miklós altengernagyot a magyar Nemzeti Hadsereg főparancsnoki tisztségében. Amikor Horthy, az antant engedélye alapján, 1919. november 16-án bevonult az általa szervezett Nemzeti Hadsereg élén a románok által kifosztott fővárosba, József főherceg az új „erős ember” mellé állt, és támogatta kormányzóvá választását (1920. március 1-jén).

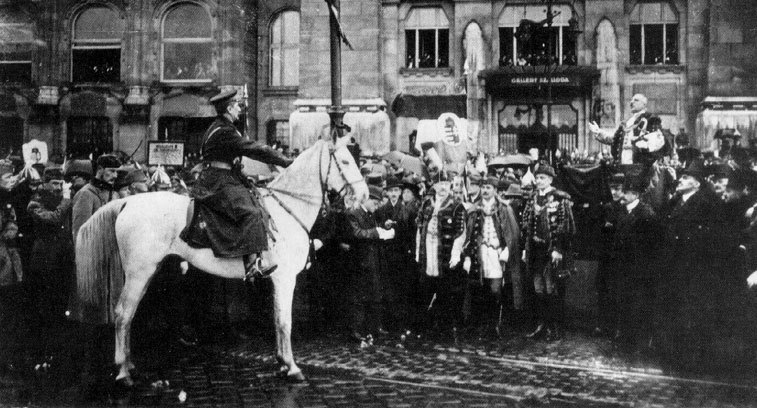
Horthy Miklós altengernagy 1919. november 16-án bevonul Budapestre a Nemzeti Hadsereg élén. A Gellért Hotel előtt a város vezetése fogadja.

A katonatisztekből álló antikommunista tekintélyelvű kormány novemberben lépett be Budapestre a románok kivonulása után.  Kezdetét vette a „ fehér terror”, amely a kommunisták, szocialisták, zsidók, baloldali értelmiségiek, a Károlyi- és Kun-rendszerrel szimpatizáló személyek bebörtönzéséhez, kínzásához és per nélküli kivégzéséhez vezetett. A becslések szerint a kivégzések számát körülbelül 5000-re teszik, ezen kívül mintegy 75 000 embert börtönöztek be. A fehér terror közel 100 000 embert kényszerített az ország elhagyására, többségük szocialisták és középosztálybeli zsidók voltak.
1920-ban és 1921-ben belső káosz dúlta Magyarországot. A fehérterror továbbra is sújtotta a zsidókat és a baloldaliakat, megugrott a munkanélküliség és az infláció, a szomszédos országokból pedig nincstelen magyar menekültek özönlöttek át a határon, ami jelentősen megterhelte a csapongó gazdaságot, ennek ellenére a kormány kevés segítséget nyújtott a lakosságnak. 1920 januárjában zajlott le az ország politikai történetének első nem nyílt szavazása. Két fő politikai párt alakult ki: a szociálkonzervatív Keresztény Nemzeti Unió Pártja és az Országos Kisgazda- és Földműves Párt, akik a földreformot szorgalmazták. 1920. február 29-én az Országgyűlés visszaállította a monarchiát, ezzel megszűnt a köztársaság, márciusban pedig visszavonta az 1723-as pragmatikus szankciót és az 1867-es kiegyezést is. A parlament elhalasztotta a királyválasztást polgári zavargásokra hivatkozva, míg az ország kormányzójának Horthy Miklós volt osztrák-magyar altengernagyot választották. Ezt a tisztséget 1944-ig töltötte be.

## Lásd még
- Forradalmak és ellenforradalmak Magyarországon (1918-1920)
  - Első Magyar Köztársaság
  - Magyarországi Tanácsköztársaság